# Star Wars Jedi Knight: Dark Forces II
Star Wars: Jedi Knight: Dark Forces II è un videogioco di tipo sparatutto in prima persona sviluppato e pubblicato da LucasArts il 9 ottobre 1997, ambientato nell'Universo espanso di Guerre stellari.
Seguito di Star Wars: Dark Forces, è il primo gioco della serie ad includere la modalità multigiocatore per Internet e per LAN. Ebbe un seguito con Star Wars: Jedi Knight II: Jedi Outcast nel 2002.

## Trama
Il giocatore interpreta Kyle Katarn, un personaggio visto per la prima volta in Star Wars: Dark Forces. Jedi Knight inizia diversi anni dopo gli eventi dell'Episodio VI. Kyle cerca informazioni riguardo alla morte di suo padre, Morgan Katarn, cercando di trarre il più possibile da un droide di nome 8t88 (detto 88). Kyle viene informato da 88 che suo padre è stato ucciso dal Jedi Oscuro Jerec. 88 prova a uccidere Kyle ma riesce a fuggire e in seguito insegue 88 per recuperare un disco dati importante, che Morgan aveva conservato per il figlio.
In seguito Kyle recupera una spada laser dal laboratorio del padre, e decide di percorrere la strada della vendetta cercando di affrontare gli assassini di suo padre. Durante l'avventura Kyle scopre che sette Jedi Oscuri (Yun, Pic, Gorc, Boc, Maw, Sariss, e il loro capo Jerec) intendono scoprire la locazione della Valle dei Jedi, un luogo importante ricco di energia di Forza.
Se il giocatore sceglie il Lato Oscuro, Kyle uccide Jan Ors e Yun, quindi diventa il rivale di Jerec per la lotta al potere per dominare la Valle. Kyle esce trionfante e diventa il nuovo Imperatore delle forze rimanenti, con Sariss al suo fianco. In seguito alla trama di Star Wars: Jedi Knight II: Jedi Outcast e dell'espansione Star Wars: Jedi Knight: Mysteries of the Sith, il finale corretto è la scelta del Lato Chiaro, in caso contrario gli eventi successivi non sarebbero coerenti.

### Doppiaggio
- Jason Court: Kyle Katarn
- Angela Harry: Jan Ors
- Christopher Neame: Jerec
- Bennet Guillory: Qu Rahn
- Valerie Wildman: Sariss
- Time Winters: Boc Aseca
- Morgan Hunter: Maw
- Denny Delk: Pic
- Rafer Weigel: Yun
- Jacob Witkin: Morgan Katarn

## Modalità di gioco
Kyle all'inizio non conosce la Forza. Progredendo attraverso il gioco Kyle guadagna abilità da Jedi, dette "Force Powers". Questi poteri sono suddivisi in tre categorie: Neutrali, Chiari, e Oscuri. Il gioco regala un "punto Forza" per il completamento di ogni livello, e ne aggiunge un altro se vengono scoperte tutte le aree segrete. Questi punti abilità possono essere allocati su ogni potere, migliorandone gli effetti.
Jedi Knight integra le decisioni etiche nel gameplay. Kyle è un personaggio neutrale per la maggior parte del gioco, mai pienamente chiaro od oscuro. Le azioni compiute da Kyle influenzano il "Force meter" (un contatore) che indica progressivamente il suo allineamento. Ad un certo punto il giocatore deve scegliere tra luce e oscurità; questo dipende dalle azioni compiute attraverso il gioco.